# Pinball Dreams
Pinball Dreams is een computerspel dat werd ontwikkeld door EA Digital Illusions CE (DICE) en uitgegeven door 21st Century Entertainment. Het spel werd uitgebracht in 1992 voor de Commodore Amiga maar later volgde ook andere platforms. Het spel bevat vier verschillende flipperkasten:
- Steel Wheel (Wilde westen thema)
- Ignition (Ruimtevaart thema)
- Nightmare (Horror thema)
- Beat Box (Popmuziek thema)

## Platforms
| Jaar | Platform                  |
| ---- | ------------------------- |
| 1992 | Amiga                     |
| 1993 | DOS                       |
| 1994 | Game Boy, Game Gear, SNES |
| 1995 | Atari ST                  |
| 2002 | GP32                      |
| 2008 | iPhone                    |
| 2009 | PSP, PlayStation 3        |

## Ontvangst
| Beoordeeld door                      | Platform  | Datum            | Score |
| ------------------------------------ | --------- | ---------------- | ----- |
| Datormagazin                         | Amiga     | 26 maart 1992    | 98%   |
| Insert Credit                        | GP32      | 31 maart 2003    | 89%   |
| Amiga Action                         | Amiga     | april 1992       | 87%   |
| Power Unlimited                      | Game Boy  | november 1993    | 85%   |
| Slide to Play                        | iPhone    | 11 februari 2009 | 75%   |
| Power Play                           | Amiga     | april 1992       | 72%   |
| PC Player (Duitsland)                | DOS       | augustus 1993    | 69%   |
| Total! (Duitsland)                   | Game Boy  | oktober 1993     | 65%   |
| Video Games & Computer Entertainment | SNES      | augustus 1994    | 50%   |
| GamePro (USA)                        | Game Gear | februari 1994    | 40%   |

## Trivia
- Het spel is opgenomen in het boek 1001 Video Games You Must Play Before You Die van Tony Mott.